# Miho Hatori

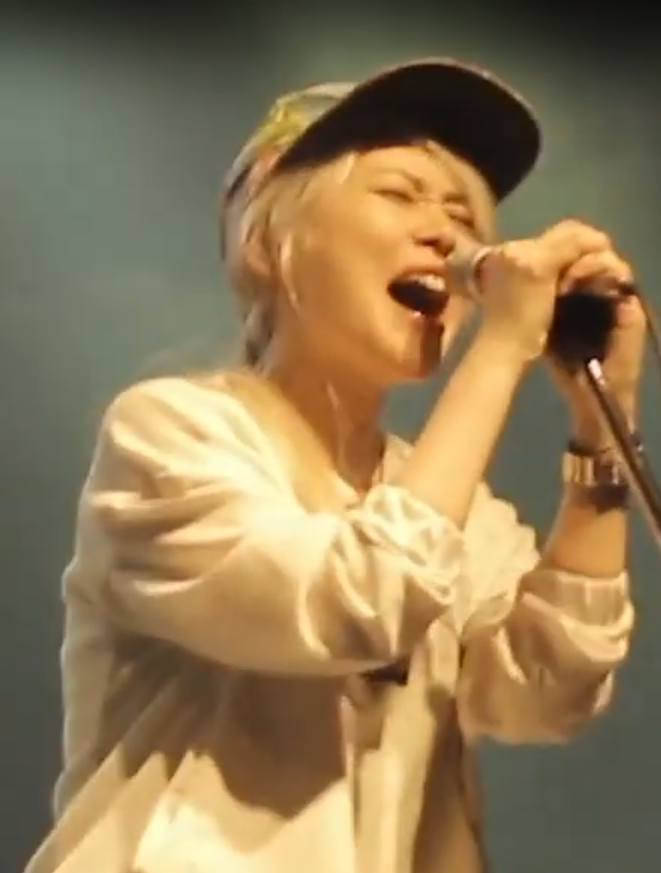
Miho Hatori treedt in 2014 op met Cibo Matto in Argentinië

Miho Hatori (羽鳥美保, Hatori Miho) (Tokio,  1971) is een Japanse zangeres, songwriter en muzikant. Ze is vooral bekend als soloartiest, mede-oprichter van de New Yorkse band Cibo Matto, en als de eerste persoon die de stem van Noodle gaf in de virtuele band Gorillaz, en voor haar werk met de Beastie Boys, Handsome Boy Modeling School, Smokey Hormel, John Zorn en nog veel meer.